# تنظيم بالإنقاص وتنظيم بالزيادة
في علم الأحياء وفي سياق إنتاج الكائن للنواتج الجينية، التنظيم بالإنقاص هو عملية تقوم فيها الخلية بتخفيض كمية المكونات الخلوية -مثل الرنا والبروتين- وذلك استجابة لمنبه خارجي، في المقابل تسمى العملية العكسية التي تزيد فيها الخلية كمية هذه المكونات بالتنظيم بالزيادة.
من الأمثلة على التنظيم بالإنقاص: تخفيض التعبير الخلوي عن مستقبل معين استجابةً لزيادة في تنشيطه بواسطة جزيء -هرمون أو ناقل عصبي- وهو ما يخفض حساسية الخلية لذلك الجزيء. وهذا المثال آلية محلية الفعل (ارتجاع سلبي). من الأمثلة على التنظيم بالزيادة: استجابة خلايا الكبد المتعرضة لجزيئات دخيلة حيوية مثل الديوكسين. في تلك الحالة، تزيد خلايا الكبد من إنتاجها لإنزيمات سيتوكروم بي450 التي تزيد من تفكيك هذه الجزيئات الدخيلة.
قد ينشأ تنظيم الرنا أو البروتين بالإنقاص أو بالزيادة بسبب تغيرٍ فوق جيني. يمكن أن يكون التغير فوق الجيني دائما أو نصف دائم في نَسَب الخلية الجسدية، ويمكن أن يسبب مثل هذا التغير فوق الجيني في تعبير جديد عن الرنا أو البروتين لا يستجيب للمنبهات الخارجية. يمكن أن يحدث هذا -على سبيل المثال- أثناء إدمان العقاقير أو تطور السرطان.

## تنظيم المستقبلات بالإنقاص والزيادة
لدى جميع الكائنات الحية القدرة على استقبال ومعالجة الإشارات الناشئة خارج أغشيتها، وتفعل ذلك بواسطة بروتينات تسمى المستقبلات والتي تتواجد عادة في سطح الخلية مدمجة في الغشاء البلازمي. حين تتآثر الإشارات مع مستقبل معين، يقوم الأخير بتوجيه الخلية للقيام بعملية ما مثل: الانقسام، الموت أو السماح بإنتاج جزيئات أو دخولها للخلية أو خروجها منها. تعتمد قدرة الخلية في الاستجابة لإشارة كيميائية على تواجد المستقبلات المخصصة لاستقبال تلك الإشارة، وكلما زاد عدد المستقبلات المتخصصة لإشارة كيميائية معينة، زادت قدرة الخلية على الاستجابة لها.
تُخلَّق المستقبلات -أو يُعبر عنها- من تعليمات موجودة في دنا الخلية، ويمكن زيادة عددها -تنظيمها بالزيادة- حين تكون الإشارة ضعيفة، أو إنقاص عددها -تنظيمها بالإنقاص- حين تكون الإشارة قوية. يمكن أن تُنظَّم أعداد المستقبلات بالزيادة أو الإنقاص أيضا بواسطة تعديل أنظمة تفكيك المستقبلات حين تزول حاجة الخلية إليها.
يحدث تنظيم المستقبلات بالإنقاص حين تتعرض المستقبلات بشكل مزمن لكمية كبيرة من الربيطة سواء من وسيط داخلي المنشأ أو عقار خارجي المنشأ، وينتج عن ذلك إزالة تحسس أو استدخال مستحثٌ بالربيطة لذلك المستقبل. عادة ما يحدث هذا الأمر لمستقبلات الهرمون الحيوانية. من جهة أخرى، يمكن أن ينتج عن تنظيم المستقبلات بالزيادة خلايا شديدة الحساسية خاصة بعد التعرض المتكرر لعقار مناهض أو غياب طويل للربيطة.
يمكن أن تسبب بعض ناهضات المستقبلات تنظيما بالإنقاص لمستقبلاتها الخاصة، في حين أن معظم مناهضات المستقبلات تنظم بالزيادة مستقبلاتها الخاصة بشكل مؤقت. عادة ما يسبب الاختلال الذي تُحدثه هذه التغيرات أعراضا انسحابية عند التوقف عن تناول العقار بعد تناوله لمدة طويلة. يمكن لاستخدام مناهضات مستقبلات معينة أن يلحق الضرر بالمستقبلات بشكل أسرع من تنظيمها بالزيادة (استدخال المستقبلات بسبب المناهضة).
يمكن أن يحدث التنظيم بالإنقاص والتنظيم بالزيادة كذلك استجابة لذيفانات أو هرمونات، ومن الأمثلة على التنظيم بالزيادة أثناء الحمل: الهرمونات التي تجعل خلايا الرحم أكثر حساسية للأوكسايتوسين.

### مثال: تنظيم مستقبل الإنسولين بالإنقاص
تحفز مستويات هرمون الإنسولين العالية في الدم تنظيما بالإنقاص للمستقبلات الخاصة به. حين يرتبط الإنسولين بمستقبلاته على سطح الخلية، فإن مركب الإنسولين-مستقبل يخضع للإدخال الخلوي وكنتيجة لذلك تهاجمه الإنزيمات اليحلولية داخل الخلوية. يوفر استدخال جزييئات الإنسولين مسارا لتفكيك هذا الهرمون وكذلك تنظيم عدد المواقع (المستقبلات) المتوفرة التي يرتبط بها على سطح الخلية. في البلازما التي يكون فيها الإنسولين عالي التركيز، يتم تخفيض مستقبلات الإنسولين تدريجيا عبر معدل استدخال وتفكيك متسارع يُحدثه ارتباط هرموني متزايد. معدل تخليق مستقبلات جديدة داخل الشبكة الإندوبلازمية ودمجها في الغشاء البلازمي لا يواكب معدل تفكيكها، ومع مرور الوقت تُخفِّض الخسارة الذاتية لمستقبلات الإنسولين حساسية الخلايا المستهدفة لتراكيز الإنسولين العالية.
هذه العملية موضحة بمواقع مستقبل الإنسولين على الخلايا المستهدفة، على سبيل المثال: خلايا الكبد لدى أفراد سكري النوع 2. بسبب مستويات الغلوكوز المرتفعة في الدم لدى الأفراد زائدي الوزن، يجب على خلايا بيتا (جزر لانغرهانس) في البنكرياس إفراز الإنسولين أكثر من العادة لتلبية المتطلبات وتحقيق الاستتباب في مستوى الغلوكوز بالدم. الزيادة شبه الثابتة لمستويات الإنسولين في الدم نتيجة مجهودٍ لمواكبة زيادة مستويات الغلوكوز في الدم -والتي تسبب تنظيما بالإنقاص لمواقع المستقبلات في خلايا الكبد وتخفض عدد مستقبلات الإنسولين- تزيد مقاومة الفرد للإنسولين عبر تخفيض الحساسية له.[بحاجة لمصدر] ويمكن رؤية انخفاض الحساسية في استمرار عملية استحداث الجلوكوز في الكبد حين تكون مستويات الغلوكوز مرتفعة. هذه هي العلمية الأكثر شيوعا لمقاومة الإنسولين، والتي تؤدي إلى بدء حدوث السكري لدى البالغين.
يمكن رؤية مثال آخر في مرض السكري الكاذب، التي تصبح فيه الكليتين غير حساستين للفازوبرسين.

## التنظيم بالإنقاص والتنظيم بالزيادة في إدمان العقاقير
أشارت الدراسات المبنية على العائلات، التبني، والتوائم وجود مكون وراثي قوي (50%) للتعرض وقابلية إدمان تعاطي العقاقير. خاصة بين الأفراد المعرضين وراثيا لهذا الأمر. يسبب التعرض المتكرر لتناول العقاقير التي يمكن إساءة تناولها في المراهقة أو البلوغ الإدمانَ عبر إحداث تنظيم بالإنقاص أو تنظيم بالزيادة مستقرٍ في التعبير عن جينات وجزيئات رنا ميكروية محددة عبر تغيرات فوق جينية. تم إثبات أن هذه التنظيمات بالإنقاص والزيادة تحدث في مناطق المكافأة بالدماغ مثل النواة المتكئة. ( على سبيل المثال طالع علم ما فوق جينات إدمان الكوكايين [الإنجليزية]).

## التنظيم بالإنقاص والتنظيم بالزيادة في السرطان
يبدو أن تضرر الدنا هو السبب الرئيسي وراء حدوث السرطان. إذا اعتل ترميم الدنا الدقيق فإن تضررات الدنا تتراكم وحين لا يتم إصلاحها يمكن أن تؤدي إلى أخطاء وطفرات أثناء تضاعف الدنا بسبب التخليق عبر الضرر الميّال للخطأ. يزيد تضرر الدنا كذلك من التغيرات فوق الجينية بسبب أخطاءٍ أثناء ترميم الدنا. يمكن أن ينشأ السرطان عن هذه الطفرات والتغيرات فوق الجينية (طالع الأورام الخبيثة). وعليه من المحتمل أن التنظيم بالإنقاص أو التنظيم بالزيادة لجينات الدنا التي تم إصلاحها سبب مركزي في تطور السرطان.
كما هو مذكور في تنظيم النسخ في السرطان [الإنجليزية]، يحدث تنظيمٌ بالإنقاصِ فوق جينيٍ لجينِ ترميم الدنا MGMT [الإنجليزية] في 93% من سرطانات المثانة، 88% من سرطانات المعدة، 74% من سرطانات الغدة الدرقية، 40%-90% من سرطانات القولون و50% من سرطانات الدماغ.[بحاجة لمصدر]. بالمثل، يحدث تنظيم بالإنقاص فوق جيني للجين LIG4 في 82% من سرطانات القولون وتنظيم بالإنقاص فوق جيني للجين NEIL1 في 62% من سرطانات الرأس والعنق وفي 42% من سرطانات الرئة غير صغيرة الخلايا.
يحدث تنظيم بالزيادة فوق جيني لجيني ترميم الدنا PARP1 وFEN1 [الإنجليزية] في العديد من السرطانات. PARP1 وFEN1 جينان ضروريان لمسار ترميم الدنا الميال للخطأ والمحدث للطفرات المسمى ربط النهاية المتوسط بالتماثل الميكروي [الإنجليزية]. إذا تم تنظيم هذا المسار بالزيادة، فإن الطفرات الزائدة التي يسببها يمكن أن تؤدي إلى السرطان.يُعبر عن PARP1 بالزيادة في ابيضاضات الدم (اللوكيميات) المنشطة بكيناز التيروسين، في ورم الخلايا البدائية العصبية، في أورام الخصييتين والخلايا الجنسية الأخرى، وفي ساركومة يوينغ.[بحاجة لمصدر] يُنظم جين FEN1 بالزيادة في معظم سرطانات الثدي، البروستات، المعدة، البنكرياس، الرئة وورم الخلايا البدائية العصبية.[بحاجة لمصدر]